# Décès en mai 2024
Décès
- 2020
- 2021
- 2022
- 2023
- 2024
- 2025
- 2026
- 2027
- 2028

Pour une information complémentaire, voir la page d'aide.

| Date              | Nom                                | Activités | Âge   | Source |
| ----------------- | ---------------------------------- | --- | ----- | ------ |
| 31 mai            | Amaral                             | Footballeur brésilien. | 69    | (pt)   |
| 31 mai            | Berthé Aïssata Bengaly             | Femme politique malienne. | 67    |        |
| 31 mai            | Adelaide Carpenter                 | Généticienne américaine. | 79    | (en)   |
| 31 mai            | Lionel Dyck                        | Mercenaire zimbabwéen. | 80    | (en)   |
| 31 mai            | Ronald Edmonds                     | Photographe américain. | 77    | (en)   |
| 31 mai            | Norbert Ezadri                     | Homme politique congolais. | 63    |        |
| 31 mai            | Roland Lachance                    | Photographe québécois. | 92    |        |
| 31 mai            | Alexander Lang                     | Acteur et metteur en scène allemand.                                                                                              | 82    |        |
| 31 mai            | Ed Mann                            | Musicien américain. | 69    | (en)   |
| 31 mai            | Ron Morris                         | Athlète américain, médaillé d'argent aux Jeux olympiques d'été de 1960.                                                           | 89    | (en)   |
| 31 mai            | Robert Pickton                     | Tueur en série canadien. | 74    |        |
| 31 mai            | Marian Robinson                    | Mère de Michelle Obama et de Craig Robinson.                                                                                      | 86    | (en)   |
| 31 mai            | Ruiko Yoshida                      | Photographe photojournaliste japonaise.                                                                                           | 85    | (ja)   |
| 30 mai            | Tom Bower                          | Acteur et producteur de cinéma américain.                                                                                         | 86    | (en)   |
| 30 mai            | Nora Cortiñas                      | Psychologue sociale, militante et défenseure des droits de l'homme argentine.                                                     | 94    | (es)   |
| 30 mai            | Trevor Edwards                     | Footballeur britannico-australien.                                                                                                | 87    | (en)   |
| 30 mai            | Kelvin Edward Felix                | Cardinal dominiquais. | 91    | (en)   |
| 30 mai            | Geneviève de Galard                | Infirmière militaire française.                                                                                                   | 99    |        |
| 30 mai            | Drew Gordon                        | Joueur américain de basket-ball.                                                                                                  | 33    | (en)   |
| 30 mai            | Courtenay Meredith                 | Joueur de rugby XV gallois. | 97    | (en)   |
| 29 mai            | Margot Benacerraf                  | Réalisatrice vénézuélienne. | 97    | (en)   |
| 29 mai            | John Burnside                      | Écrivain britannique. | 69    | (en)   |
| 29 mai            | Larry Cannon                       | Joueur américain de basket-ball.                                                                                                  | 77    | (en)   |
| 29 mai            | Cayouche                           | Auteur-compositeur-interprète canadien.                                                                                           | 75    |        |
| 29 mai            | Philippe Dauchez                   | Comédien français. | 95    |        |
| 29 mai            | André Dupré                        | Coureur cycliste français. | 93    |        |
| 29 mai            | Sophie Grimaldi                    | Actrice française. | 89    |        |
| 29 mai            | Larry R. Hicks                     | Juriste américain. | 80    | (en)   |
| 29 mai            | Henri Nallet                       | Homme politique français. | 85    |        |
| 29 mai            | Mansour Seck                       | Chanteur et compositeur sénégalais.                                                                                               | 69    |        |
| 29 mai            | Claude Torracinta                  | Journaliste suisse. | 89    |        |
| 29 mai            | Manfred Wolke                      | Boxeur et entraîneur allemand, champion aux Jeux olympiques d'été de 1968.                                                        | 81    | (de)   |
| 29 mai            | Anastasia Zavorotniouk             | Actrice russe. | 53    | (ru)   |
| 27 mai            | Ștefan Birtalan                    | Handballeur roumain, médaillé aux JO de bronze 1972 et 1980 et d'argent 1976.                                                     | 75    | (ro)   |
| 27 mai            | Rachel Cailhier                    | Actrice canadienne. | 82    |        |
| 27 mai            | Joseph A. Day                      | Avocat, ingénieur et homme politique canadien.                                                                                    | 79    | (en)   |
| 27 mai            | Butch Johnson                      | Archer américain, champion et médaillé de bronze olympique (1996, 2000).                                                          | 68    | (en)   |
| 27 mai            | François Terré                     | Juriste français. | 93    |        |
| 27 mai            | Bill Walton                        | Joueur américain de basket-ball.                                                                                                  | 71    | (en)   |
| 27 mai            | Stefan Wojtas                      | Pianiste polonais. | 80    | (pl)   |
| 26 mai            | Klaus Kilimann                     | Homme politique allemand. | 85    | (de)   |
| 26 mai            | Claude Langlois                    | Historien et sociologue français.                                                                                                 | 86    |        |
| 25 mai            | Pierre Michel Chéry                | Informaticien, gestionnaire et écrivain haïtien.                                                                                  | 68    |        |
| 25 mai            | Hugues Gall                        | Directeur d'opéra français. | 84    |        |
| 25 mai            | Grayson Murray                     | Golfeur américain. | 30    |        |
| 25 mai            | Albert S. Ruddy                    | Producteur et scénariste américano-canadien.                                                                                      | 94    | (en)   |
| 25 mai            | Richard M. Sherman                 | Compositeur américain. | 95    | (en)   |
| 25 mai            | Gladys Smuckler Moskowitz          | Chanteuse et compositrice américaine.                                                                                             | 96    | (en)   |
| 25 mai            | Johnny Wactor                      | Acteur américain. | 37    |        |
| 24 mai            | Destiny Deacon                     | Photographe et artiste visuelle australienne.                                                                                     | 67    | (en)   |
| 24 mai            | Jorge Arganis Díaz Leal            | Homme politique mexicain. | 81    | (es)   |
| 24 mai            | Doug Ingle                         | Chanteur américain. | 78    | (en)   |
| 24 mai            | Jan Kačer                          | Acteur tchèque. | 87    | (cs)   |
| 24 mai            | Walter Kappacher                   | Écrivain autrichien. | 85    | (de)   |
| 24 mai            | Santiago Omar Riveros              | Militaire argentin. | 100   | (es)   |
| 24 mai            | David Walker                       | Pilote automobile australien. | 83    | (en)   |
| 24 mai            | PierLuigi Zoccatelli               | Sociologue et essayiste italien.                                                                                                  | 58    | (en)   |
| 23 mai            | John Boardman                      | Historien de l'art britannique, spécialiste d'archéologie classique en général et de céramique grecque antique.                   | 96    | (en)   |
| 23 mai            | Caleb Carr                         | Romancier, journaliste et producteur de cinéma américain.                                                                         | 68    | (en)   |
| 23 mai            | Marc Camille Chaimowicz            | Artiste français. | 77    |        |
| 23 mai            | Ángeles Flórez Peón                | Infirmière, femme politique et écrivaine républicaine espagnole, engagée pour les droits des femmes en Espagne.                   | 105   | (es)   |
| 23 mai            | Guillermo Núñez                    | Peintre et dessinateur chilien.                                                                                                   | 94    | (es)   |
| 23 mai            | John Maddox Roberts                | Écrivain américain, auteur de roman policier, de fantasy, de science-fiction et de roman historique.                              | 76    | (en)   |
| 23 mai            | Emanuel A. Schegloff               | Sociologue et sociolinguiste américain.                                                                                           | 86    | (en)   |
| 23 mai            | Morgan Spurlock                    | Réalisateur, acteur et scénariste américain.                                                                                      | 53    | (en)   |
| 23 mai            | Carine Olive Yabit                 | Journaliste camerounaise. | 48    | (en)   |
| 22 mai            | Rolf-Ernst Breuer                  | Manager allemand. | 86    | (de)   |
| 22 mai            | Margaret Bryan Davis               | Palynologue et paléoécologue américain.                                                                                           | 92    | (en)   |
| 22 mai            | Gaetano Di Vaio                    | Réalisateur, scénariste et acteur Italien.                                                                                        | 56    | (it)   |
| 22 mai            | Marie-France Garaud                | Haute fonctionnaire, avocate et femme politique française.                                                                        | 90    | (fr)   |
| 22 mai            | Darryl Hickman                     | Acteur américain. | 92    | (en)   |
| 22 mai            | Paul Vermeulen                     | Coureur cycliste français. | 86    |        |
| 22 mai            | Shin Kyeong-nim                    | Écrivain sud-coréen. | 88    | (ko)   |
| 22 mai            | David Wilkie                       | Nageur britannique, champion et double médaillé d'argent olympique (1972, 1976).                                                  | 70    | (en)   |
| 21 mai            | Louis Bergaud                      | Coureur cycliste français. | 95    |        |
| 21 mai            | Jean Billaud                       | Homme politique français. | 97    |        |
| 21 mai            | Richard Ellis                      | Biologiste marin américain. | 86    | (en)   |
| 21 mai            | Gene Nora Jessen                   | Aviatrice américaine. | 87    | (en)   |
| 21 mai            | Jan A. P. Kaczmarek                | Compositeur polonais de musique de film.                                                                                          | 71    | (en)   |
| 20 mai            | Ivan Boesky                        | Négociant en bourse américain. | 87    | (en)   |
| 20 mai            | Sam Butcher                        | Peintre et homme d'affaires américain.                                                                                            | 85    | (en)   |
| 20 mai            | Dontcha                            | Rappeur belge d'origine congolaise.                                                                                               | 49    |        |
| 20 mai            | Jean-Claude Gaudin                 | Homme politique français. | 84    |        |
| 20 mai            | Emmanuel Hendrickx                 | Homme politique belge. | 84    |        |
| 20 mai            | John Klinger                       | Catcheur allemand. | 40    | (en)   |
| 20 mai            | Fernando Martínez Castellano       | Homme politique espagnol. | 81/82 | (es)   |
| 20 mai            | Mario Mitrotti                     | Réalisateur de cinéma et de télévision colombo-panaméen.                                                                          | 80    | (es)   |
| 20 mai            | Petra                              | Coloriste espagnole. | 87    |        |
| 20 mai            | Karl-Heinz Schnellinger            | Footballeur allemand. | 85    |        |
| 20 mai            | Henri Zajdenwergier                | Juif et déporté français. | 96    |        |
| 19 mai            | Hossein Amir Abdollahian           | Homme politique iranien. | 60    | (en)   |
| 19 mai            | Caroline Dawson                    | Écrivaine et enseignante canadienne.                                                                                              | 45    |        |
| 19 mai            | Richard Foronjy                    | Acteur américain. | 86    | (en)   |
| 19 mai            | Kwassi Klutsè                      | Homme politique togolais. | 78    |        |
| 19 mai            | Christian Malanga                  | Homme d'affaires, militaire et homme politique américano-kino-congolais.                                                          | 42    |        |
| 19 mai            | Jörg Nimmergut                     | Auteur non romanesque allemand.                                                                                                   |       | (de)   |
| 19 mai            | Malek Rahmati                      | Homme politique iranien. | 41/42 | (en)   |
| 19 mai            | Ebrahim Raïssi                     | Homme d'État iranien, président de la république (2021-2024).                                                                     | 63    | (en)   |
| 19 mai            | Perrette Souplex                   | Actrice française. | 94    |        |
| 19 mai            | Claude Villeneuve                  | Biologiste et professeur canadien.                                                                                                | 69    |        |
| 18 mai            | Jean-Philippe Allard               | Producteur de musique français.                                                                                                   | 67    |        |
| 18 mai            | Yvon Bourrel                       | Compositeur français. | 91    |        |
| 18 mai            | Peter Buxtun                       | Travailleur social et avocat américain.                                                                                           | 86    | (en)   |
| 18 mai            | Palle Danielsson                   | Contrebassiste suédois de jazz.                                                                                                   | 77    | (sv)   |
| 18 mai            | Yael Dayan                         | Écrivaine et femme politique israélienne.                                                                                         | 84    | (he)   |
| 18 mai            | Frank Ifield                       | Chanteur et acteur australien. | 86    | (en)   |
| 18 mai            | John Koerner                       | Guitariste, chanteur et auteur-compositeur américain.                                                                             | 85    | (en)   |
| 18 mai            | Ivan Mráz                          | Footballeur puis entraîneur tchécoslovaque, médaillé d'argent aux Jeux olympiques d'été de 1964.                                  | 82    | (cs)   |
| 18 mai            | Tony O'Reilly                      | Joueur de rugby à XV irlandais.                                                                                                   | 88    | (en)   |
| 18 mai            | Georges Perpes                     | Acteur, metteur en scène et écrivain français.                                                                                    | 70    |        |
| 18 mai            | Alberto Piazza                     | Généticien italien. | 82    | (it)   |
| 18 mai            | Claude Pujade-Renaud               | Écrivaine française. | 92    |        |
| 18 mai            | Fred Roos                          | Producteur de cinéma et scénariste américain.                                                                                     | 89    | (en)   |
| 18 mai            | Narayanan Vaghul                   | Banquier indien. | 88    | (en)   |
| 18 mai            | Mark Wells                         | Joueur américain de hockey sur glace, champion aux Jeux olympiques d'hiver de 1980.                                               | 66    | (en)   |
| 18 mai            | Harrison White                     | Sociologue et professeur d'université américain.                                                                                  | 94    | (en)   |
| 17 mai            | Bud Anderson                       | Aviateur américain de la Seconde Guerre mondiale.                                                                                 | 102   | (en)   |
| 17 mai            | Gordon Bell                        | Informaticien, professeur d'université et manager américain.                                                                      | 89    | (en)   |
| 17 mai            | Pat Buckley                        | Évêque catholique indépendant irlandais.                                                                                          | 72    | (en)   |
| 17 mai            | Mahlon DeLong                      | Neurologue américain. | 86    | (en)   |
| 17 mai            | Avtandil Djorbenadze               | Homme politique géorgien. | 73    | (ka)   |
| 17 mai            | Sid Going                          | Joueur néo-zélandais de rugby à XV.                                                                                               | 80    | (en)   |
| 17 mai            | Zari Khoshkam                      | Actrice iranienne. | 76    | (en)   |
| 17 mai            | Roberta Marrero                    | Artiste, écrivaine et poète espagnole.                                                                                            | 52    | (es)   |
| 17 mai            | Stephen J. Rivele                  | Scénariste et producteur de cinéma américain.                                                                                     | 75    | (en)   |
| 17 mai            | Hideyuki Umezu                     | Seiyū japonais. | 68    | (en)   |
| 16 mai            | Carmen Berenguer                   | Écrivaine, poétesse, artiste audiovisuelle et chroniqueuse chilienne.                                                             | 77    | (es)   |
| 16 mai            | Dabney Coleman                     | Acteur américain. | 92    | (en)   |
| 16 mai            | Kenneth Gardner                    | Basketteur américain. | 74    | (en)   |
| 16 mai            | Eddie Gossage                      | Dirigeant du sport automobile américain.                                                                                          | 65    | (en)   |
| 16 mai            | Patrice Kervarrec                  | Footballeur français. | 76    |        |
| 16 mai            | Jack Michie                        | Joueur canadien de hockey sur glace.                                                                                              | 78    | (en)   |
| 16 mai            | Christian Oliver                   | Footballeur français. | 91    |        |
| 15 mai            | Darren Dutchyshen                  | Animateur audiovisuel canadien.                                                                                                   | 57    |        |
| 15 mai            | Vlastimil Harapes                  | Danseur, chorégraphe et acteur tchèque.                                                                                           | 77    | (cs)   |
| 15 mai            | Komao Hayashi                      | Fabricant japonais de poupées traditionnelles japonaises.                                                                         | 87    | (en)   |
| 15 mai            | Barry Kemp                         | Archéologue et égyptologue britannique.                                                                                           | 84    | (en)   |
| 15 mai            | Tates Locke                        | Entraîneur et dirigeant de basket-ball américain.                                                                                 | 87    |        |
| 15 mai            | Patrick Moenaert                   | Homme politique et politologue belge.                                                                                             | 75    |        |
| 15 mai            | Elda Peralta                       | Actrice mexicaine. | 91    | (es)   |
| 15 mai            | Yvon Picotte                       | Enseignant et homme politique canadien.                                                                                           | 82    |        |
| 15 mai            | Ahmed Piro                         | Musicien marocain. | 92    |        |
| 15 mai            | Paul-Hubert Poirier                | Historien et professeur d'université canadien.                                                                                    | 76    |        |
| 15 mai            | Hans-Georg Wieck                   | Diplomate allemand. | 96    |        |
| 14 mai            | Édgar Alarcón                      | Homme politique péruvien. | 63    | (es)   |
| 14 mai            | Fabián Cancelarich                 | Footballeur argentin. | 58    | (es)   |
| 14 mai            | Jimmy James                        | Chanteur de soul britannico-jamaïcain                                                                                             | 83    | (en)   |
| 14 mai            | Roland Jonchère                    | coureur cycliste français. | 96    |        |
| 14 mai            | Narong Kittikachorn                | Homme politique thaïlandais. | 90    | (en)   |
| 14 mai            | Jacques Monet                      | Prêtre jésuite, historien et professeur canadien.                                                                                 | 94    | (en)   |
| 14 mai            | Rudolf Morsey                      | Historien allemand. | 96    | (de)   |
| 14 mai            | Dene O'Kane                        | Joueur néo-zélandais de snooker.                                                                                                  | 61    | (en)   |
| 14 mai            | Don Perlin                         | Dessinateur de comics américain.                                                                                                  | 94    | (en)   |
| 14 mai            | Mélanie Renaud                     | Chanteuse et auteure-compositrice canadienne d'origine haïtienne.                                                                 | 42    |        |
| 14 mai            | Ramón Rocha                        | Homme politique espagnol. | 84    | (es)   |
| 14 mai            | Netiporn Sanesangkhom              | Activiste thaïlandaise. | 28    | (en)   |
| 14 mai            | Gudrun Ure                         | Actrice britannique. | 98    | (en)   |
| 13 mai            | Christian Escoudé                  | Guitariste et compositeur français de jazz.                                                                                       | 76    |        |
| 13 mai            | Arthur Irving                      | Homme d'affaires et homme politique canadien.                                                                                     | 93    |        |
| 13 mai            | Lucien Mias                        | Joueur français de rugby à XV. | 93    |        |
| 13 mai            | Alice Munro                        | Écrivaine canadienne. | 92    |        |
| 13 mai            | Birubala Rabha                     | Personnalité indienne liée à la défense des droits de l'homme.                                                                    | 69/70 | (en)   |
| 13 mai            | Philippe Roqueplo                  | Polytechnicien, ancien dominicain, puis directeur de recherche au CNRS français.                                                  | 97    |        |
| 13 mai            | Luis María Serra                   | Compositeur argentin. | 82    | (es)   |
| 12 mai            | T. D. Allman                       | Journaliste de la gauche radicale américain.                                                                                      | 98    | (en)   |
| 12 mai            | Mohamed Bousmaha                   | Moudjahid et wali algérien. | 85    |        |
| 12 mai            | Michael Brudenell-Bruce            | Personnalité politique britannique.                                                                                               | 98    |        |
| 12 mai            | Mark Damon                         | Acteur américain. | 91    | (en)   |
| 12 mai            | Annette Hayward                    | Écrivaine, professeure et essayiste.                                                                                              | 78    | (en)   |
| 12 mai            | Javier Manterola                   | Ingénieur civil espagnol. | 87    | (es)   |
| 12 mai            | Mériem Ouchia                      | Volleyeuse algérienne. | 65    | (en)   |
| 12 mai            | Paulo César Peréio                 | Acteur brésilien. | 83    | (pt)   |
| 12 mai            | David Sanborn                      | Saxophoniste américain. | 78    | (en)   |
| 11 mai            | Steve Andrascik                    | Joueur canadien de hockey sur glace.                                                                                              | 75    | (en)   |
| 11 mai            | Svetomir Arsić-Basara              | Sculpteur serbe. | 95    | (sh)   |
| 11 mai            | Susan Backlinie                    | Actrice et cascadeuse américaine.                                                                                                 | 77    |        |
| 11 mai            | Joël Beaugendre                    | Homme politique français. | 74    |        |
| 11 mai            | Terry Blair                        | Tueur en série américain. | 62    | (en)   |
| 11 mai            | Luc Bürgin                         | Écrivain, publiciste et journaliste suisse.                                                                                       | 53    | (de)   |
| 11 mai            | Ron Ellis                          | Joueur canadien de hockey sur glace.                                                                                              | 79    | (en)   |
| 11 mai            | Tito Gotti                         | Chef d'orchestre italien. | 96    | (it)   |
| 11 mai            | Rudolf Kučera                      | Footballeur tchécoslovaque. | 84    | (cs)   |
| 11 mai            | Rubén Monasterios                  | Écrivain et critique de théâtre vénézuélien.                                                                                      | 86    | (es)   |
| 11 mai            | Mary Wells Lawrence                | Femme d'affaires américaine. | 95    | (en)   |
| 11 mai            | Surjit Patar                       | Poète et écrivain indien. | 79    | (en)   |
| 11 mai            | Juan María Traverso                | Pilote automobile argentin. | 73    | (es)   |
| 10 mai            | Bekir Aksoy                        | Homme politique et haut-fonctionnaire turc.                                                                                       | 73    | (tr)   |
| 10 mai            | Mary Banotti                       | Femme politique irlandaise. | 84    | (en)   |
| 10 mai            | Christopher Edley, Jr.             | Doyen de la faculté de droit de l'Université de Californie américain.                                                             | 71    | (en)   |
| 10 mai            | Teddy Lasry                        | Musicien et compositeur français.                                                                                                 | 77    |        |
| 10 mai            | Bruce Maccabee                     | Physicien et ufologue américain.                                                                                                  | 82    | (en)   |
| 10 mai            | Tom Marshall                       | Basketteur puis entraîneur américain.                                                                                             | 93    | (en)   |
| 10 mai            | Richard McClure                    | Rameur d'aviron canadien, médaillé d'argent aux Jeux olympiques d'été de 1956.                                                    | 89    | (en)   |
| 10 mai            | Albert Moxhet                      | Écrivain belge. | 83    |        |
| 10 mai            | Gerhard Müller                     | Théologien luthérien allemand. | 95    | (de)   |
| 10 mai            | Patrick Nilan                      | Joueur australien de hockey sur gazon, médaillé d'argent et de bronze olympique (1964, 1968).                                     | 82    | (en)   |
| 10 mai            | Jim Peterson                       | Homme politique canadien. | 82    | (en)   |
| 10 mai            | Nikus Pokus                        | Rappeur français, membre du groupe Svinkels.                                                                                      | 51    |        |
| 10 mai            | René Pommier                       | Critique littéraire et essayiste français.                                                                                        | 90    |        |
| 10 mai            | Sam Rubin                          | Journaliste américain. | 64    | (en)   |
| 10 mai            | André Simonazzi                    | Homme politique et journaliste suisse.                                                                                            | 55    |        |
| 10 mai            | Jim Simons                         | Mathématicien et spéculateur financier américain.                                                                                 | 86    | (en)   |
| 10 mai            | Marcel-Romain Thériault            | Écrivain et scénariste canadien.                                                                                                  | 65    |        |
| 10 mai            | Renaud Van Ruymbeke                | Magistrat français. | 71    |        |
| 10 mai            | Hans Wahlgren                      | Acteur suédois. | 86    | (sv)   |
| 10 mai            | Corey Williams                     | Basketteur professionnel américain.                                                                                               | 46    | (en)   |
| 9 mai             | Sean Burroughs                     | Joueur américain de baseball, champion aux Jeux olympiques d'été de 2000.                                                         | 43    | (en)   |
| 9 mai             | Shirley Conran                     | Écrivaine britannique. | 91    | (en)   |
| 9 mai             | Roger Corman                       | Cinéaste américain. | 98    | (en)   |
| 9 mai             | Henri Coupon                       | Romancier, scénariste et avocat français.                                                                                         | 94    |        |
| 9 mai             | Silvio Fazio                       | Écrivain et journaliste italien.                                                                                                  | 72    |        |
| 9 mai             | Ivan Ivanji                        | Écrivain serbe. | 95    | (de)   |
| 9 mai             | Toini Mikkola-Pöysti               | Fondeuse finlandaise, double médaillée de bronze olympique (1960, 1964).                                                          | 90    | (fi)   |
| 9 mai             | Yvonne Mokgoro                     | Universitaire et juge sud-africaine, membre de la Cour constitutionnelle d'Afrique du Sud.                                        | 73    | (en)   |
| 9 mai             | Rex Murphy                         | Journaliste canadien. | 77    | (en)   |
| 9 mai             | Luis Romany                        | Architecte espagnol. | 103   | (es)   |
| 9 mai             | Philip Tagg                        | Musicologue britannique. | 80    | (en)   |
| 8 mai             | John Barbata                       | Batteur américain de pop et de rock.                                                                                              | 79    | (en)   |
| 8 mai             | Gérard César                       | Homme politique français. | 89    |        |
| 8 mai             | Jean Emelina                       | Écrivain français. | 90    |        |
| 8 mai             | Ramón Fonseca Mora                 | Homme politique, avocat et écrivain panaméen.                                                                                     | 71    |        |
| 8 mai             | Jimmy Johnson                      | Homme politique, joueur américain de football américain.                                                                          | 86    | (en)   |
| 8 mai             | Jean Lavoué                        | Écrivain, poète et éditeur français.                                                                                              | 69    |        |
| 8 mai             | Giovanna Marini                    | Musicienne, chanteuse, chercheuse en ethnomusicologie, italienne.                                                                 | 87    | (it)   |
| 7 mai             | Steve Albini                       | Musicien, ingénieur du son et producteur de musique américain.                                                                    | 61    | (en)   |
| 7 mai             | Éric Davoust                       | Pianiste français. | 63    |        |
| 7 mai             | Fabio Gallia                       | Banquier italien. | 60    | (it)   |
| 7 mai             | Daniel Gomez                       | Footballeur professionnel français.                                                                                               | 78    |        |
| 7 mai             | Bill Holman                        | Saxophoniste et arrangeur américain de jazz.                                                                                      | 96    | (en)   |
| 7 mai             | Kim Ki-nam                         | Homme politique nord-coréen. | 94    | (ko)   |
| 7 mai             | Paul Parkman                       | Médecin-scientifique et virologue américain.                                                                                      | 91    | (en)   |
| 7 mai             | Joan Rigol                         | Docteur en théologie et homme politique espagnol.                                                                                 | 81    | (ca)   |
| 7 mai             | Barbara Stauffacher Solomon        | Peintre, architecte et paysagiste américaine.                                                                                     | 95    | (en)   |
| 6 mai             | André Aurengo                      | Médecin hospitalier universitaire français.                                                                                       | 75    |        |
| 6 mai             | Henri Gougaud                      | Écrivain, poète et conteur français.                                                                                              | 87    |        |
| 6 mai             | Angélique Kourounis                | Journaliste d'investigation, documentariste et écrivaine franco-grecque.                                                          | 61    |        |
| 6 mai             | Susanna Kubelka                    | Femme de lettres autrichienne. | 81    | (de)   |
| 6 mai             | Takaharu Kyōgoku                   | Homme d'affaires japonais et prêtre shinto.                                                                                       | 86    | (ja)   |
| 6 mai             | Robert Logan                       | Acteur et scénariste américain.                                                                                                   | 82    | (en)   |
| 6 mai             | Mahmoud Osama Al-Jazzar            | Footballeur palestinien. | 35/36 | (ar)   |
| 6 mai             | Bernard Pivot                      | Journaliste et écrivain français.                                                                                                 | 89    |        |
| 6 mai             | Petia Stavreva                     | Femme politique bulgare. | 47    | (bg)   |
| 6 mai             | Christiane Stefanski               | Chanteuse belge. | 74    |        |
| 6 mai             | André Trigano                      | Entrepreneur et homme politique français.                                                                                         | 98    |        |
| 5 mai             | Jeannie Epper                      | Cascadeuse et actrice américaine.                                                                                                 | 83    | (en)   |
| 5 mai             | Bernard Hill                       | Acteur britannique. | 79    | (en)   |
| 5 mai             | Etelka Kenéz Heka                  | Écrivaine, poète et chanteuse hongroise.                                                                                          | 87    | (hu)   |
| 5 mai             | Vladimir Alexandrovitch Kouznetsov | Archéologue et historien russe.                                                                                                   | 96    | (ru)   |
| 5 mai             | Fernand Lalonde                    | Avocat et homme politique canadien.                                                                                               | 91    |        |
| 5 mai             | Olivier Masurel                    | Voltigeur aérien français. | 43    |        |
| 5 mai             | César Luis Menotti                 | Joueur puis entraîneur argentin de football.                                                                                      | 85    |        |
| 5 mai             | Oleksandr Pieliechenko             | Haltérophile ukrainien. | 30    | (en)   |
| 5 mai             | Gloria Stroock                     | Actrice américaine. | 99    | (en)   |
| 4 mai             | Ignacio Bayón                      | Homme politique, haut fonctionnaire et entrepreneur espagnol.                                                                     | 80    | (es)   |
| 4 mai             | Guy Deutscher                      | Physicien expérimental israélien.                                                                                                 | 88    |        |
| 4 mai             | Dagoberto Fontes                   | Joueur de football international uruguayen.                                                                                       | 80    | (es)   |
| 4 mai             | Jūrō Kara                          | Acteur, écrivain et dramaturge japonais.                                                                                          | 84    | (en)   |
| 4 mai             | Corrado Pellanera                  | Joueur et entraîneur de basket-ball italien.                                                                                      | 86    | (it)   |
| 4 mai             | Léo Scheer                         | Éditeur, sociologue, producteur de télévision et écrivain français.                                                               | 76    |        |
| 4 mai             | Frank Stella                       | Peintre américain. | 87    | (en)   |
| 3 mai             | Daniel Blanchard                   | Écrivain français. | 90    |        |
| 3 mai             | Mayotte Bollack                    | Philologue classique française.                                                                                                   | 95    |        |
| 3 mai             | Géraldine Carré                    | Journaliste et animatrice de radio et de télévision française.                                                                    | 54    |        |
| 3 mai             | Jean-Noël Fenwick                  | Auteur dramatique, scénariste, metteur en scène et comédien français.                                                             | 73    |        |
| 3 mai             | Paul-Henry Gendebien               | Homme politique belge. | 84    |        |
| 3 mai             | László Hammerl                     | Tireur sportif hongrois, champion olympique et médaillé de bronze aux Jeux olympiques d'été de 1964 puis d'argent à ceux de 1968. | 82    | (hu)   |
| 3 mai             | Helmut Howiller                    | Judoka est-allemand. | 80    | (de)   |
| 3 mai             | Imerio Massignan                   | Coureur cycliste italien belge.                                                                                                   | 87    | (it)   |
| 3 mai             | Dick Rutan                         | Aviateur américain. | 85    | (en)   |
| 3 mai             | Marcel Sigrist                     | Religieux français de l'ordre des Prêcheurs, exégète biblique et assyriologue.                                                    | 83    |        |
| 3 mai             | Denis Trento                       | Skieur alpin italien. | 41    |        |
| 3 mai             | Germain Viatte                     | Conservateur de musée français.                                                                                                   | 84    |        |
| 2 mai             | A. J. Mohammad Ali                 | Avocat bangladais. | 73    | (en)   |
| 2 mai             | Sjoukje Dijkstra                   | Patineuse artistique néerlandaise, médaillée d'argent aux Jeux olympiques d'hiver de 1960 et championne olympique à ceux de 1964. | 82    | (nl)   |
| 2 mai             | Jean-Louis Dumas                   | Philosophe et universitaire français.                                                                                             | 100   |        |
| 2 mai             | Darius Morris                      | Joueur américain de basket-ball.                                                                                                  | 33    | (en)   |
| 2 mai             | Peter Oosterhuis                   | Golfeur britannique. | 75    | (en)   |
| 1er mai           | Michael D'Arcy                     | Homme politique irlandais. | 90    |        |
| 1er mai           | Pierre Claver Damiba               | Économiste et homme politique burkinabé.                                                                                          | 87    |        |
| 1er mai           | Dominique Dupuy                    | Danseur et chorégraphe français.                                                                                                  | 93    |        |
| 1er mai           | Hasna El-Bacharia                  | Musicienne algérienne. | 74    |        |
| 1er mai           | Jacques Lepatey                    | Joueur français de rugby à XV. | 94    |        |
| 1er mai           | Miroslav Macek                     | Homme politique tchèque. | 79    | (cs)   |
| 1er mai           | Terry Medwin                       | Footballeur international britannique.                                                                                            | 91    | (en)   |
| 1er mai           | Juzefs Petkēvičs                   | Joueur d'échecs soviétique puis letton.                                                                                           | 83    | (lv)   |
| 1er mai           | Richard Tandy                      | Musicien britannique. | 76    | (en)   |
| date indéterminée | Amiram Cooper                      | Économiste, poète et compositeur israélien                                                                                        | 85/86 | (en)   |